# Chalybura
Chalybura é um género de ave da família Trochilidae (beija-flores).

## Espécies
Estão descritas as seguintes espécies:
- Chalybura buffonii (Lesson, 1832) —  beija-flor-de-crisso-branco
- Chalybura urochrysia (Gould, 1861) —  beija-flor-de-cauda-bronzeada